# Отто Норденшельд
Нільс Отто Густав Адольф Ерік Норденшельд (швед. Nils Otto Gustaf Nordenskjold; 6 грудня 1869, Шегеле, поблизу Єнчепінга — 2 липня 1928, Гетеборг) — шведський полярний дослідник і геолог.

## Життєпис
Отто Адольф Ерік Норденшельд був племінником видатного шведського вченого і дослідника Арктики Адольфа Еріка Норденшельда. Після закінчення університету в Уппсалі він 1894 році захищає докторську роботу з геології, пізніше займає посади доцента і професора (з 1905 року — професор географії та етнографії університету в Гетеборзі). Наприкінці XIX століття Адольф Ерік Норденскьольд очолює кілька геолого-мінералогічних експедицій в Патагонії, а в 1898 році — на Аляску і район Клондайка.
У 1901 році він, разом з капітаном Карлом Антоном Ларсеном, керує шведською антарктичною експедицією. Після зупинки в Буенос-Айресі судно «Антарктік» з учасниками експедиції увійшло до зони дрейфуючих льодів. Тут Адольф Ерік Норденшельд з п'ятьма супутниками висадився на острові Сноу-Хілл, розраховуючи пробути в Антарктиці до весни наступного року. Експедиційне судно пішло на північ, проте було заперто серед льодів і 12 лютого 1903 року затонуло. 16 членам екіпажу разом з капітаном вдалося висадитися на вулканічний острів Паулета. Мандрівники були врятовані аргентинським корветом «Уругвай», що проходив поблизу. В грудні 1903 року їх доставили до Буенос-Айреса. Незважаючи на морську катастрофу, шведська експедиція розглядалася як серйозний науковий успіх (що обернувся, втім, для Адольфа Еріка Норденшельда серйозними фінансовими витратами).
У 1909 році вчений проводить дослідження в Гренландії, на початку 1920-х років — в Перу і Чилі .

## Наукове визнання
На честь Отто Адольфа Еріка Норденшельда були названі ряд географічних об'єктів: озеро Адольф Ерік Норденшельд в Торрес-дель-Пайне (Чилі), частина океанського узбережжя на східній частині Антарктичного півострова, льодовик і гора на острові Південна Джорджія тощо.